# المسبح الكبير في بورصة
المسبح الكبير في بورصة (بالفرنسية: La grande piscina di Brussa)‏  هي لوحة زيتية للرسام الفرنسي جان ليون جيروم رسمها في عام 1885، وهي الأن مملوكة من قبل أحد جامعي اللوحات.